# Monsul (Póvoa de Lanhoso)
Pour la plage en Andalousie, Espagne, voir Plage de Mónsul.
Monsul est une freguesia (« paroisse civile ») du Portugal, rattachée au concelho (« municipalité ») de Póvoa de Lanhoso et située dans le district de Braga et la région Nord. Ses habitants sont appelés Monsulenses.

## Patrimoine
- Pelourinho de Monsul